# السمنودية (عمل)

خريطة للدلتا في عهد الكور الكبرى تظهر فيها كورة السمنودية

أعمال السمنودية هو تقسيم جُغرافي مصري استُحدث في عصر الدولة الفاطمية على أراضي بعض قرى كور بنا وبو صير وسمنود والأوسية في الوجه البحري في مصر وجعلوا قاعدتها قرية سمنود، وقد ألغيت تلك الأعمال لاحقًا في الروك الناصري الذي أجري في عصر الدولة المملوكية، وضُمت قراها للأعمال الغربية، وتقع قراها اليوم ضمن حدود محافظات الغربية والمنوفية والدقهلية.

## نواحي السمنودية
عدّ ابن مماتي في قوانين الدواوين أسماء قرى أعمال السمنودية، ويمكن تصنيفها إلى:

### نواحي لا زالت موجودة إلى اليوم
| المحافظة | المركز        | القرى |
| -------- | ------------- | --- |
| الغربية  | سمنود         | سمنود · بوصير بنا · بنا · بهبيت · الراهبين · العزيزية · منية النصارى · شبرا طليمه · التعبانية · محلة خلف · محلة زياد · منية بدر الجمداريه · منية عساس · منية هاشم |
| الغربية  | السنطة        | سدمنت والسنطة · شندلات · البلجهورين · إشنويه · المنبوطين · البندرا · أبشيش والجميزة · القرشية · المنشية المستجدة · بلاي · بلكيم · تطاي · شبرا بلوله · شبرا بين من التطاوية · شبراقاص · شنراقه · شنرا · منية البندرا · منية طوخ متور · منية الليث · منية حوى · منية غزال · منية ميمون - تلبنت باره |
| الغربية  | زفتى          | شِنمُلُّس · شيشتى · منية خيار · منية البز |
| الغربية  | طنطا          | دفرى · سبطاس · نسخويه · منية حبيش البحريه · منية حبيش القبلية |
| الغربية  | المحلة الكبرى | ديرب تماس · شبرا بلبابن · شبرا ملكان · شنتنا عياش · محلة بو علي القنطرة · منية شنتنا عياش |
| الدقهلية | طلخا          | طلخا · بسوط قروص · محلة بطرة · الأوسية · منى خلّوا · منية الطويلة · جوجر · شارنقاش · دجصطه · دميرة القبليه · منية الكتاميين · منية سيف الدولة · منية عنتر |
| الدقهلية | نبروه         | نهيسه · نبروه · أفنيش · الدراوتين · نكيوه · طبنو · طمنيخ · محلة عباد |
| الدقهلية | أجا           | منية السلاميين · منية أبو الحارث |
| الدقهلية | المنصورة      | منية بدر · منية خميس |
| المنوفية | بركة السبع    | زمزور · منى أبو ثور |
| المنوفية | تلا           | بابن |

### نواحي اندثرت مُحدّدة الموقع
بالإضافة إلى بعض القرى التي اندثرت مثل:
- منية أبيض بجامه واسمها أيضًا «دمنهور الغمر»،[10] ذكرها ابن الجيعان باسم «دمنهور الغمر» في أعمال الغربية، وأرضها اليوم ضمن أراضي قرية أبو مشهور.[19]
- القصيعه[4] اندثرت في العصر العثماني وتوزعت أراضيها على قرى كفر الجنينة البحري وكفر الخوازم وكفر الحصة.[20]
- ديمى[12] وأرضها اليوم ضمن أراضي قرية بهوت.[21]
- شبرابين عطش[9] وأرضها اليوم ضمن أراضي ناحية طلخا.[22]
- منية حضر[5] تغير اسمها مع مرور الزمن إلى «ميت حدر»، وهي اليوم ضمن حدود مدينة المنصورة.[23]
- منية حويت[5] ذكرها ابن الجيعان باسم «منية العز حويت» في أعمال الغربية،[24] وأرضها اليوم تابعة لناحية نشا.[25]
- الحصص[4] وأراضيها الآن ضمن أراضي كفر حجازي.[26]
- حصتي الناوية[27] وأراضيها الآن ضمن أراضي قرية الناوية.[28]
- دجنى كانت من كفور منية أبو السيّار،[12] وأراضيها جنوب قرية الهياتم اليوم.[29]
- سندفا[2] وهي اليوم ضمن حدود مدينة المحلة الكبرى.[30]
- محلة البرج[5] ذكرها أيضًا ابن الجيعان في أعمال الغربية،[31] وهي اليوم جزء من مدينة المحلة الكبرى.
- منية أبو السيّار[5] وذكرها ابن الجيعان في أعمال الغربية،[32] وأرضها اليوم ضمن أراضي ناحية صفط تراب.[33]
- منية الداعي[11] وأراضيها اليوم ضمن أراضي قرية طنبارة.[34]
- منية حبيب[5] وأراضيها اليوم ضمن أراضي قرية نجريج.[35]
- منية مقاره كانت مجاورة لقرية محلة زياد.[5]

### نواحي اندثرت مجهولة الموقع
- القطعه وكانت من توابع سنهور المدينة.[4]
- بلفويه[3]
- دكوك[27]
- ديرب باره[17]
- عدوة طلخا[36]
- منية السودان[5]
- منية القصري[11]